# District historique de Shorty Lovelace
Le district historique de Shorty Lovelace, ou Shorty Lovelace Historic District en anglais, est un district historique à la frontière des comtés de Fresno et Tulare, en Californie. Protégé au sein du parc national de Kings Canyon, cet ensemble de cabanes est inscrit au Registre national des lieux historiques depuis le 31 janvier 1978.